# Danišovce
Danišovce – wieś (obec) na Słowacji położona w kraju koszyckim, w powiecie Nowa Wieś Spiska. Pierwsze wzmianki o miejscowości pochodzą z roku 1287.
Według danych z dnia 31 grudnia 2012, wieś zamieszkiwało 531 osób, w tym 261 kobiet i 270 mężczyzn.
W 2001 roku pod względem narodowości i przynależności etnicznej 99,72% mieszkańców stanowili Słowacy, a 0,28% Czesi.
Ze względu na wyznawaną religię struktura mieszkańców kształtowała się w 2001 roku następująco:
- Katolicy rzymscy – 97,76%
- Grekokatolicy – 0,84%
- Nie podano – 1,4%